# 1871 en musique classique
| \| • Retour à la chronologie générale de la musique classique • \| |
| Grèce • Rome • Haut Moyen Âge • VIIIe siècle • IXe siècle • Xe siècle • XIe siècle XIIe siècle • XIIIe siècle • XIVe siècle • XVe siècle • XVIe siècle • XVIIe siècle XVIIIe siècle • XIXe siècle • XXe siècle • XXIe siècle |
| • Retour à la chronologie générale de la musique classique • |

| Années en musique classique : 1868 - 1869 - 1870 - 1871 - 1872 - 1873 - 1874    |
| Décennies en musique classique : 1840 - 1850 - 1860 - 1870 - 1880 - 1890 - 1900 |

## Événements

### Créations
- 16 février : le Quatuor à cordes no 1 de Tchaïkovski, créé à Moscou par Ferdinand Laub et Ludwig Minkus, violons, Pryanishnikov, alto, et Wilhelm Fitzenhagen, violoncelle.
- 14 avril : création de la Kaisermarsch de Richard Wagner à la salle de concert de la Leipziger Straße sous la direction de Benjamin Bilse.
- 17 octobre - La Boîte de Pandore, opéra bouffe de Henry Litolff au Théâtre des Folies-Dramatiques à Paris.
- 21 novembre : création de Don Quichotte, ballet de Ludwig Minkus, à Saint-Petersbourg.
- 24 décembre : inauguration de l’Opéra du Caire avec la représentation de Aïda, opéra de Giuseppe Verdi.

Date indéterminée
- Symphonie no 8 en si mineur, op. 47 de Niels Wilhelm Gade.
- Gallia pour soprano solo, chœurs et orchestre de Gounod.

### Autres
- 25 février : Fondation de la Société nationale de musique par Camille Saint-Saëns, Romain Bussine, César Franck, Édouard Lalo, Jules Massenet, Gabriel Fauré, Théodore Dubois, Paul Taffanel Georges Bizet, Henri Duparc.
- * Fondation du Conservatoire d'Athènes.

## Naissances

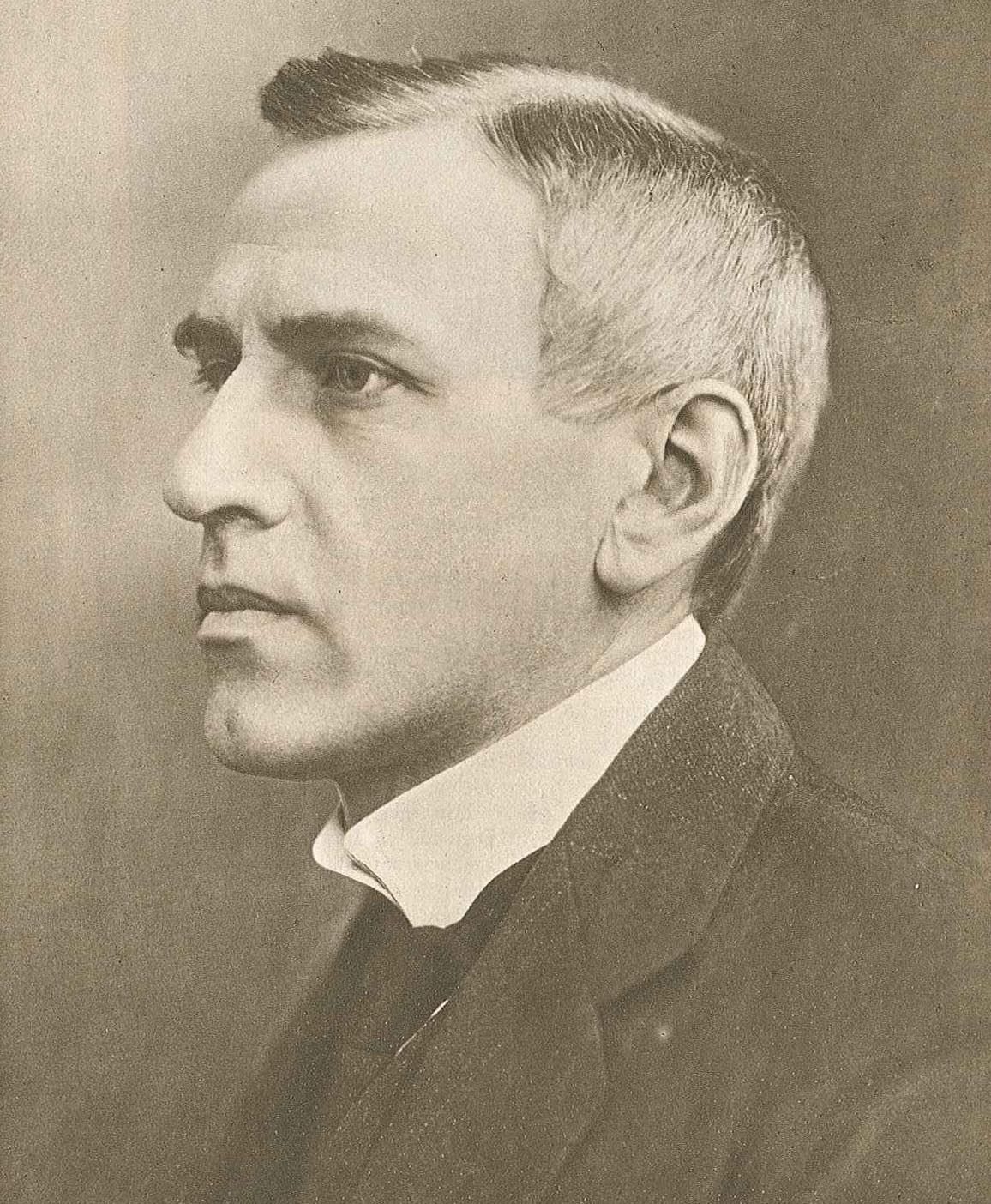
Wilhelm Stenhammar

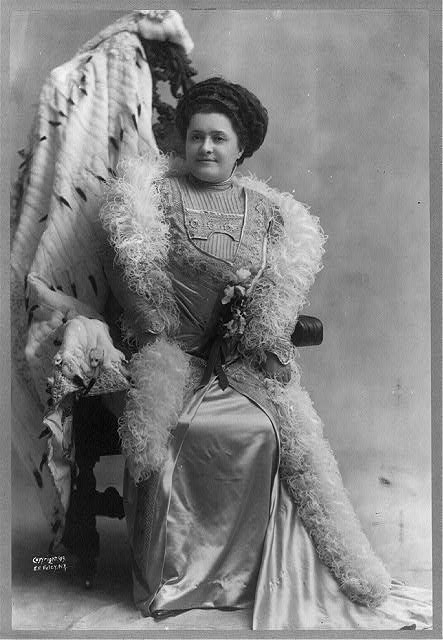
Luisa Tetrazzini

- 3 janvier : Daniel Alomía Robles, compositeur et musicologue péruvien, auteur de la célèbre musique "El cóndor pasa" († 18 juin 1942).
- 22 janvier : Leon Jessel, compositeur allemand († 4 janvier 1942).
- 7 février : Wilhelm Stenhammar, compositeur, pianiste et chef d'orchestre suédois († 20 novembre 1927).
- 22 février : Hélène-Frédérique de Faye-Jozin, compositrice française († 30 janvier 1942).
- 2 mars : Mathieu Crickboom, violoniste belge († 30 octobre 1947).
- 6 mars : André Cœdès-Mongin, organiste et compositeur française († 22 octobre 1954).
- 17 mars : Giuseppe Borgatti, ténor italien († 18 octobre 1950).
- 25 mars : Hermann Abert, musicologue allemand († 13 août 1927).
- 28 mars : Willem Mengelberg, chef d'orchestre néerlandais († 21 mars 1951).
- 30 avril : Guillaume Balay, chef de musique militaire et compositeur français († 13 décembre 1943).
- 4 mai : Adolphe Boschot, musicographe et critique musical français († 1er juin 1955).
- 20 mai : Eugenio Giraldoni, baryton italien († 23 juin 1924).
- 29 juin : Luisa Tetrazzini, cantatrice italienne († 28 avril 1940).
- 17 juillet : Filaret Kolessa, ethnographe, folkloriste, compositeur, musicologue ukrainien († 3 mars 1947).
- 27 juillet : Ákos Buttykay, compositeur hongrois († 26 octobre 1935).
- 1er août : Jeanne Danglas, pianiste et compositrice français († 14 octobre 1915).
- 8 août : William Henry Squire, compositeur et violoncelliste anglais († 17 mars 1963).
- 10 août : Oskar Fried, chef d'orchestre allemand († 5 juillet 1941).
- 25 août : Oreste Ravanello, compositeur et organiste italien († 2 juillet 1938)
- 13 octobre : Roffredo Caetani, compositeur et mécène italien († 11 avril 1961).
- 14 octobre : Alexander von Zemlinsky, compositeur autrichien († 15 mars 1942).
- 16 octobre : Adolphe Biarent, compositeur belge († 4 février 1916).
- 1er novembre : Alexandre Spendarian, compositeur et chef d'orchestre arménien († 7 mai 1928).
- 17 novembre : Courtlandt Palmer, pianiste et compositeur américain († 16 décembre 1951).
- 18 novembre : Amadeu Vives i Roig, compositeur catalan († 2 décembre 1932).
- 28 novembre : Jacques-Gabriel Prod’homme, musicologue français († 18 juin 1956).
- 20 décembre : Henry Hadley, compositeur et chef d'orchestre américain († 6 septembre 1937).

## Décès

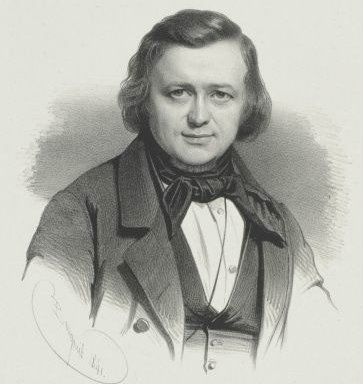
Charles-Louis Hanssens

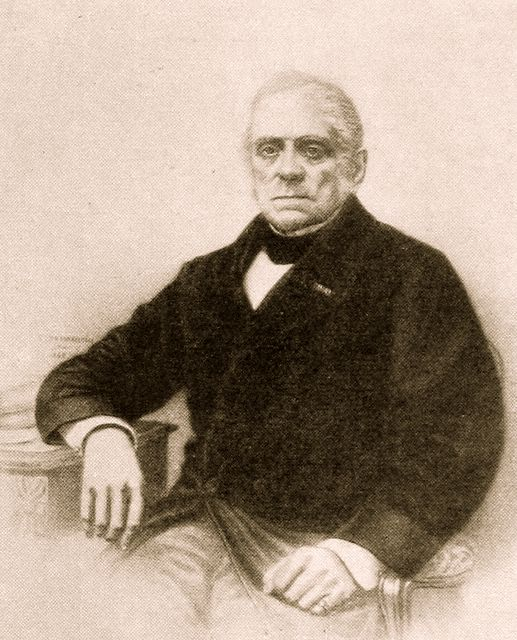
D-F-E Auber

- 4 janvier : Vincent Adler, pianiste et compositeur hongrois (° 3 avril 1826).
- 20 janvier : Hermann Cohen, prêtre allemand, pianiste et compositeur de musique profane et religieuse (° 10 novembre 1820).
- 29 janvier : Alexis Chauvet, organiste et compositeur français (° 7 juin 1837).
- 1er février : Alexandre Serov, compositeur russe et critique musical (° 23 janvier 1820).
- 25 février : Maurice Schlesinger, éditeur de musique allemand (° 30 octobre 1798).
- 3 mars : Antonio Neumane, compositeur, pianiste et chef d'orchestre équatorien (° 13 juin 1818).
- 15 mars : Johann Reuchsel, chef d'orchestre, organiste et compositeur allemand (° 28 mars 1791).
- 20 mars : Antonio Buzzolla, compositeur et chef d'orchestre italien (° 2 mars 1815).
- 26 mars : François-Joseph Fétis, critique musical belge (° 25 mars 1784).
- 28 mars : Johann Baptist Streicher, facteur de pianos (° 3 janvier 1796).
- 8 avril : Charles-Louis Hanssens, compositeur belge (° 12 juillet 1802).
- 18 avril : Eugène Vauthrot, pianiste, organiste et chef de chant français (° 2 septembre 1825).
- 27 avril : Sigismund Thalberg, pianiste autrichien (° 8 janvier 1812).
- 12 mai : Daniel-François-Esprit Auber, compositeur français (° 29 janvier 1782).
- 26 mai : Louis-Aimé Maillart, compositeur français (° 24 mars 1817).
- 17 juillet : Carl Tausig, pianiste et compositeur polonais (° 4 novembre 1841).
- 29 juillet : Joseph-Auguste Charlot, compositeur français (° 21 janvier 1827).
- 8 septembre : Étienne Soubre, compositeur belge (° 13 décembre 1813).
- 7 octobre : Lella Ricci, soprano italienne (° 1850).
- 7 décembre : Nicolas-Prosper Levasseur, basse française (° 9 mars 1791).
- 18 décembre : Louis Gassier, baryton français (° 30 avril 1820).

Date indéterminée
- Luigi Bassi, clarinettiste et compositeur italien (° 1833).